# Čůrající postavy
Čůrající postavy, Čůrající fontána či jen Proudy je kinetické sousoší – fontána dvou mužských bronzových postav močících před sebe do jezírka ve tvaru České republiky. Nachází se v Praze 1 – Malé Straně.

## Popis
Plastiku vytvořil český umělec David Černý v roce 2004. Je instalována na dvoře před Muzeem Franze Kafky v areálu Hergetovy cihelny na Malé Straně v Praze 1. 
Mělká vodní hladina má na dně rytou mapu České republiky, kterou kopíruje tvar kašny. Každá z obou mužských postav měří 210 centimetrů. Mechanismus natáčí boky a zvedá penis obou postav tak, aby proud na hladinu vody psal písmena. Běžně jsou zde nápisy citující okolní prostředí, které divák může přerušit napsáním SMS a sochy následně text z SMS „napíší“ na hladinu. 
Autor sochu okomentoval následovně:
Metropole východní Evropy se poznají podle toho, že se tu dospělí muži v různých stupních opilosti nerozpakují močit na ulici. Čím více jsme na východ, tím nižší hladina alkoholu v krvi stačí. Západoevropské metropole se chlubí fontánami, na kterých čůrají roztomilí chlapečci, my máme muže, k tomu živé. Malá potřeba je i gestem agrese a značkování teritoria. Škoda, že to naše je tak malé…